# Ángela Molinová
Ángela Molinová, celým jménem Ángela María Molina Tejedor (* 5. října 1955 Madrid) je španělská herečka, dcera herce a zpěváka Antonia Moliny, která ztvárnila sdílenou roli Conchity v Buñuelově filmu Ten tajemný předmět touhy (1977).
Tanec a herectví vystudovala na Escuela Superior de Madrid. Hrála ve filmech režisérů Pedra Almodóvara, Jaime de Armiñána, Josého Luise Boraua či Manuela Gutiérreze Aragóna. V roce 1985 se stala první zahraniční herečkou, která získala italskou filmovou cenu Donatellův David. Roku 1987 byla vyhlášena nejlepší herečkou na Mezinárodním filmovém festivalu v San Sebastiánu za postavu ve snímku La mitad del cielo. Čtyřikrát byla nominována na španělskou Goyovu cenu.
V roce 1999 předsedala porotě 49. ročníku Berlínského mezinárodního filmového festivalu.

## Filmografie
- 2010: Carne de neón
- 2010: Pouť
- 2010:  Vidas pequeñas
- 2009: Baaria
- 2009: Fridrich Barbarossa
- 2009: Rozervaná objetí
- 2008: Deník nymfomanky

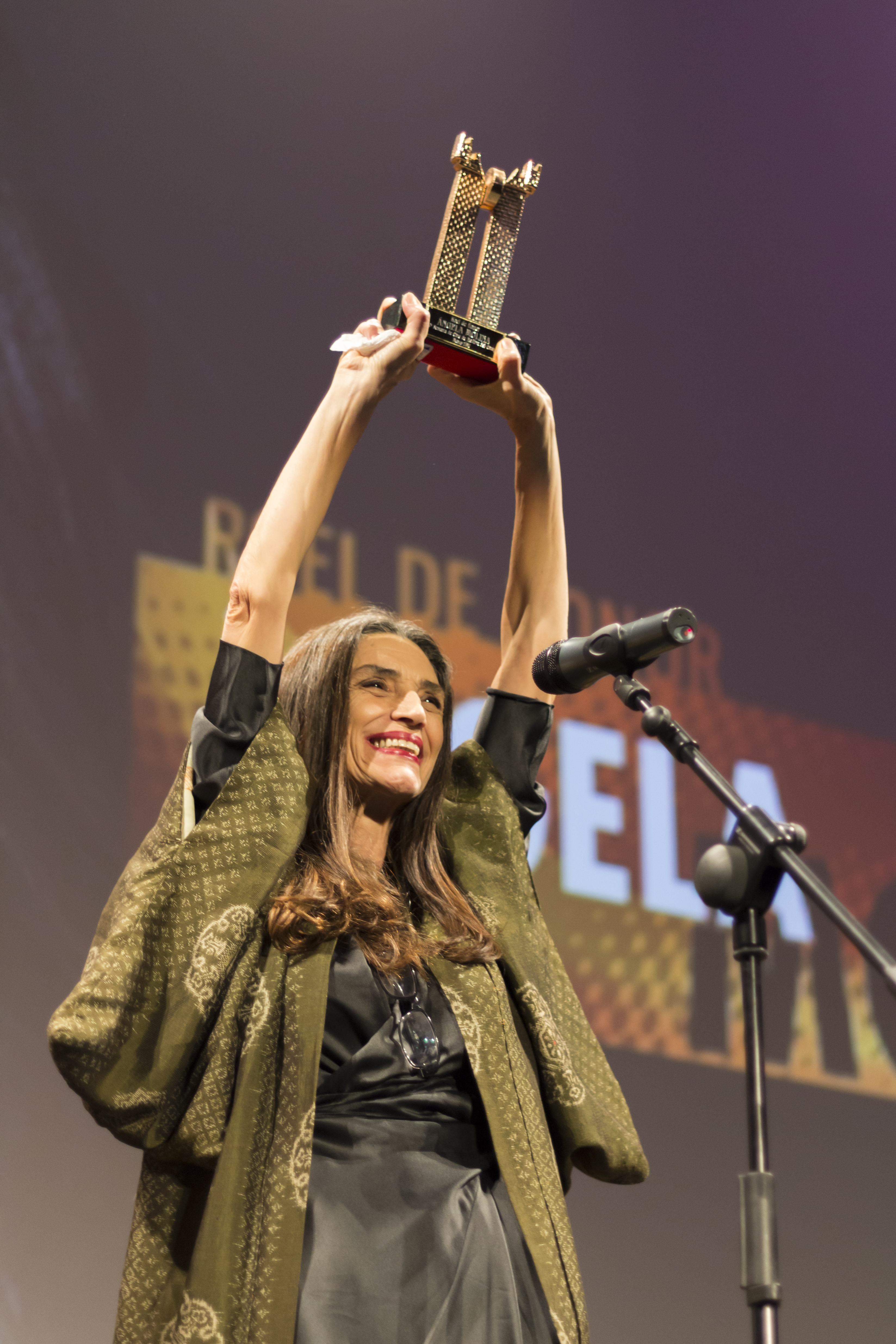
Molinová s čestným oceněním na 30. filmovém týdnu Medina del Campo (2017)

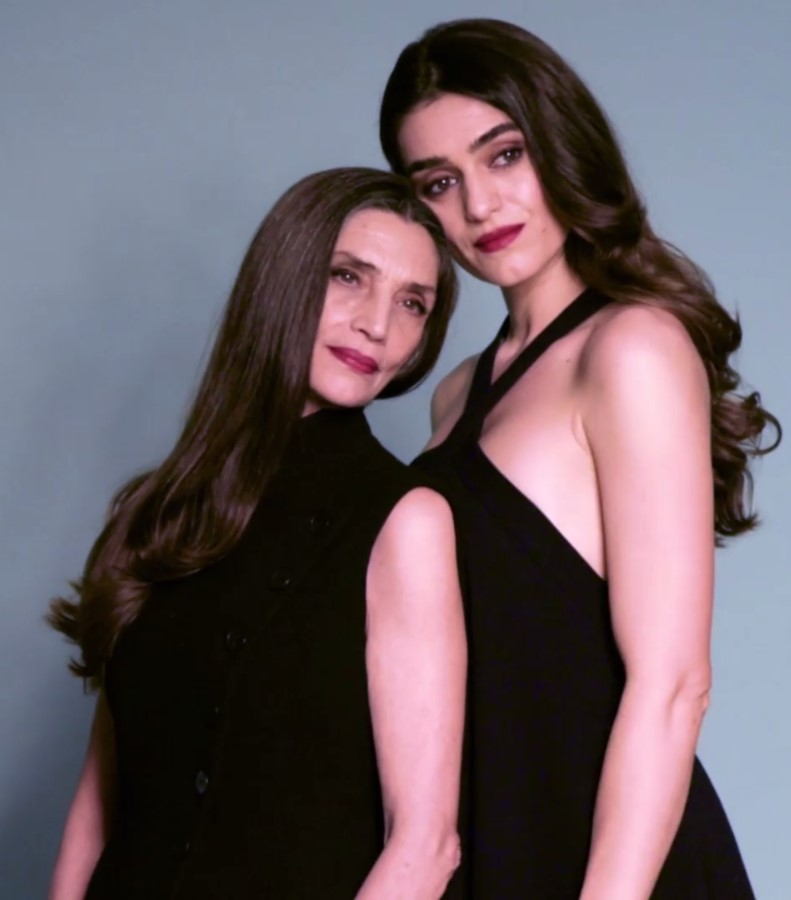
S dcerou Olivií Molinovou (vpravo), která se také stala herečkou (2017)

- 2008: Nikdy nezapomenu (televizní film)
- 2007: Anastezsi
- 2007: La Commune (televizní seriál)
- 2007: Un Château en Espagne
- 2007: Klára a František (televizní film)
- 2007: Skřivánčí dvůr
- 2006: La Caja
- 2006: Krev Borgiů
- 2006: Neznámá
- 2006: Svatá rodina (televizní film)
- 2006: El Triunf
- 2004: Nero, císař římský (televizní film)
- 2003: Al sur de Granada
- 2002: Carnages
- 2002: Kameny
- 2002: Nowhere
- 2001: Annas Sommer
- 2001: Un Delitto impossibile
- 2001: Malefemmene
- 2001: L'Origine du monde
- 2001: Sagitario
- 2000: Jara
- 2000: Maria, figlia del suo figlio (televizní film)
- 2000: Moře
- 2000: One of the Hollywood Ten
- 1999: La Mujer del presidente (televizní seriál)
- 2000: Co vítr dal a vzal
- 2000: Hermanas (televizní seriál)
- 2000: Vite blindate (televizní film)
- 2000: Na dno vášně
- 2000: Sin querer
- 1996: Edipo alcalde
- 2000: Las Cosas del querer: Segunda parte
- 2000: La Famiglia Ricordi (televizní film)
- 2000: Gimlet
- 2000: Oh, cielos
- 1994: Con gli occhi chiusi
- 1993: El Baile de las ánimas
- 1993: Coitado do Jorge
- 1992: Krapatchouk
- 1992: Mal de amores
- 1992: Volevo i pantaloni
- 1992: 1492: Dobytí ráje
- 1991: Les Démoniaques (televizní film)
- 1991: L'Homme qui a perdu son ombre
- 1991: Martes de carnaval
- 1991: Una Mujer bajo la lluvia
- 1991: Río Negro
- 1991: Zloděj dětí
- 1990: Los Ángeles
- 1990: La Batalla de los Tres Reyes
- 1990: Princezna Fantaghiró (televizní film)
- 1990: Sandino
- 1989: La Barbare
- 1989: Barroco
- 1989: Las Cosas del querer
- 1989: Esquilache
- 1988: Luces y sombras
- 1988: Via Paradiso
- 1987: Casa Ricordi (televizní film)
- 1987: Fuegos
- 1987: Generál (televizní seriál)
- 1987: Laura, del cielo llega la noche
- 1986: Un Complicato intrigo di donne, vicoli e delitti
- 1986: Lola
- 1986: La Mitad del cielo
- 1986: El Río de oro
- 1986: La Sposa era bellissima
- 1986: Zlaté pěsti
- 1985: Bras de fer
- 1985: Quo vadis (televizní film)
- 1984: La Bella Otero (TV film)
- 1984: Fuego eterno
- 1983: Bearn o la sala de las muńecas
- 1983: Dies rigorose Leben
- 1982: Demonios en el jardín
- 1982: Oči, ústa
- 1979: El Corazón del bosque
- 1979: Dobré zprávy
- 1979: L'Ingorgo - Una storia impossibile
- 1979: Ogro
- 1979: La Sabina
- 1978: El Hombre que supo amar
- 1978: La Portentosa vida del padre Vicente
- 1978: Los Restos del naufragio
- 1977: A un dios desconocido
- 1977: Camada negra
- 1977: Nunca es tarde
- 1977: Ten tajemný předmět touhy
- 1977: Viva/muera Don Juan Tenorio
- 1976: La Ciutat cremada
- 1976: Las Largas vacaciones del 36
- 1975: No matarás
- 1975: No quiero perder la honra
- 1975: Las Protegidas